# كأس حذفي 2002–03
كأس حذفي 2002–03 (بالفارسية: جام حذفی فوتبال ایران 82–1381) هو موسم من كأس حذفي. فاز فيه نادي ذوب آهن أصفهان.